# Автономная Республика Бадахшан
Автоно́мная Респу́блика Бадахша́н (шугн. Muxtor’e Badaxšün Jumxur, тадж. Ҷумҳурии Мухтори Бадахшон) — самопровозглашённая непризнанная полунезависимая автономная республика, существовавшая во время гражданской войны в Таджикистане — с апреля 1992 года по июнь 1997 года (де-факто) на территории Горно-Бадахшанской автономной области Таджикской ССР.
В непризнанной республике в основном проживали различные памирские народы, а также таджики, киргизы, русские и другие.
Автономная Республика Бадахшан не была признана ни Верховным советом Республики Таджикистан, ни другими государственными органами центрального правительства и де-юре прекратила своё существование в 1993 году, но де-факто республика существовала вплоть до подписания мирных соглашений и последующего завершения гражданской войны в стране в 1997 году.
Образование Автономной Республики Бадахшан произошло через три месяца после официального распада СССР — в апреле 1992 года. 11 апреля 1992 года Совет Народных Депутатов Горно-Бадахшанской автономной области в одностороннем порядке провозгласил ГБАО — Автономной Республикой Бадахшан, однако Верховный Совет Республики Таджикистан не признал решение СНД ГБАО. В разгар гражданской войны в 1993 году, парламент Автономной Республики Бадахшан решил объявить занятую территорию ГБАО независимой республикой от разделённой де-факто на несколько частей Республики Таджикистан, и начал добиваться вхождения в состав Российской Федерации. Позднее специалистами было признано, что Автономная Республика Бадахшан могла бы стать одной из горячих точек на постсоветском пространстве и одним из так называемых «замороженных конфликтов» типа Приднестровья, Абхазии, Южной Осетии, Нагорно-Карабахской Республики или Донбасса. Большинство жителей ГБАО сражались в основном на стороне Объединённой таджикской оппозиции, в частности за Партию исламского возрождения Таджикистана и Демократической партии Таджикистана.